# Panik (groupe)
Pour les articles homonymes, voir Panik.
Panik est un groupe allemand de nu metal, originaire de la banlieue de Hambourg. Ils prennent le nom de Nevada Tan jusqu'au 19 janvier 2008. Il se sépare en 2011 et se réunit pour un concert spécial 10 ans en 2017.

## Biographie

### Origines
Initialement appelé PAN!K, le groupe devient Nevada Tan en référence à une jeune écolière japonaise qui tue une de ses camarades, à cause, selon elle, de la trop grande pression scolaire. Loin de rendre hommage à ce carnage, le groupe veut dénoncer la pression scolaire aujourd'hui dans le monde[réf. nécessaire].
Puisque d'après la jurisprudence japonaise le nom des suspects ne peut pas être rendu public, les médias japonais indiquaient la meurtrière mineure comme « Nevada tan » parce qu'elle portait un sweat-shirt avec l'impression « Nevada » le jour du meurtre[réf. nécessaire]. « Tan » - désigne un petit enfant, un mot japonais dérivé de « chan ». « Chan » signifie « petit » - « Nevada tan » s'appelle « un petit Nevada »[réf. nécessaire]. La coupable n'a pas agi froidement lors du meurtre, mais, comme des examens plus tardifs le montraient, avec une réaction de « court-circuit » - provoqués par la pression scolaire extrêmement haute et les taquineries continuelles de ses camarades d'école. Il convient aussi de rappeler l'énonciation qu'elle fait à l'égard de son professeur directement après le meurtre : « Je crois que j'ai fait quelque chose de mauvais. » Elle n'avait plus du tout conscience qu'elle avait commis un meurtre[réf. nécessaire].

### Débuts
Majoritairement originaire de Neumünster (Schleswig-Holstein, Nord de l'Allemagne), le groupe fut d'abord formé par David et Timo, qui se connaissaient depuis l'école maternelle, puis de Jan, camarade de classe de Timo, et de Linke, originaire de la même ville. Ils ont ensuite été rejoints par Juri, originaire de Hambourg, qu'ils ont rencontré lors d'un concert. Puis Frank, qui vient d'Heidelberg (Bade-Wurtemberg, Sud de l'Allemagne), les a rejoints pour le chant. 
C'est sous le nom de Nevada Tan que les six membres signent un contrat chez Universal Music Group, et enregistrent leur premier album, Niemand Hört Dich - Personne ne t'entend -, qui leur prendra tout un été. Sous le phénomène du buzz à la suite du succès du groupe allemand Tokio Hotel, les Nevada Tan se produisent un peu partout en Allemagne, puis en France (juillet 2007 et octobre 2007 - Paris x2, Strasbourg et Lille), peu après la sortie de Niemand Hört Dich, en octobre 2007. Niemand hört dich, sort en France le 8 octobre 2007.

### Paniket séparation
Au début de 2008, à la suite de mésententes avec leurs producteurs, le groupe en change et abandonne le nom de Nevada Tan que la maison de disques avait déposé, et reprend son ancien nom, Panik. Ils ne changent néanmoins pas de maison de disques (Vertigo ; Universal). Le 19 janvier 2008, à la suite de divergences financières et relatives aux droits des titres, le groupe se sépare de ses producteurs et reprend le nom de Panik. 
Le groupe publie son deuxième album, Panik, le 25 septembre 2009, qui atteint la 31e place des charts allemands. Le single qui en est extrait, Lass mich fallen, atteint la 62e place des charts allemands, et dans une moindre mesure, atteint l'Autriche et la Suisse Le 11 novembre 2009, deux mois après la sortie de l'album, Panik annonce sur son site officiel le départ de quatre membres du groupe, Linke, Franky, Juri et Jan, cependant David et Timo continuent. Le magazine Rock One mentionne alors que les deux derniers membres comptaient faire un album et que peut-être ils chercheraient d'autres personnes, mais depuis 2009, le groupe n'a plus fait parler de lui, et peut donc être considéré comme inactif.

### Zorkkk et réunion
Le 28 avril 2016, Timo, Franky et David se reforment sous le nom Zorkkk et sortent leur premier clip, Ausnahmezustand. Le 9 février 2017, Panik joue lors d'un concert spécial 10 YRS Panik à Hambourg. Le 30 juin,  le groupe joue à Moscou, en Russie, avec tous les membres de la formation de 2007 à l'exception de Linke, qui est remplacé par Thorben Tschertner (bassiste de Lina Larissa Strahl en live).

## Membres

### Derniers membres
- Timo Sonnenschein - MC, chant, guitare occasionnelle (2001-2011)
- David Bonk - guitare, piano, chœurs (2001-2011)

### Anciens membres
- Frank « Franky » Ziegler - chant (2006-2009)
- Christian Linke - basse, chœurs, guitare (2003-2009)
- Juri Schewe - batterie (2006-2009)
- Jan Werner -  DJ (2003-2009)

## Clips
- So wie du
- Revolution
- Vorbei
- Neustart
- Geht Ab
- Ein Neuer Tag
- Was Würdest du tun
- Jeder
- Lass Mich Fallen
- Es ist Zeit